# Gaultheria tetramera
Gaultheria tetramera är en ljungväxtart som beskrevs av William Wright Smith. Gaultheria tetramera ingår i släktet Gaultheria och familjen ljungväxter. Inga underarter finns listade i Catalogue of Life.